# Trochostilifer
Trochostilifer is een geslacht van weekdieren uit de klasse van de Gastropoda (slakken).

## Soorten
- Trochostilifer domus Warén, 1980
- Trochostilifer entospinea Warén, B. L. Burch & T. A. Burch, 1984
- Trochostilifer eucidaricola Warén & Moolenbeek, 1989
- Trochostilifer hawaiiensis Warén, B. L. Burch & T. A. Burch, 1984
- Trochostilifer mortenseni Warén, 1980
- Trochostilifer phyllacanthicola Habe, 1989
- Trochostilifer striatus (Hedley, 1905)